# Hadena clavisigna
Hadena clavisigna là một loài bướm đêm trong họ Noctuidae.